# Bampton (Oxfordshire)
Bampton is een civil parish in het bestuurlijke gebied West Oxfordshire, in het Engelse graafschap Oxfordshire met 2564 inwoners.